# Richard Erich Gadegast

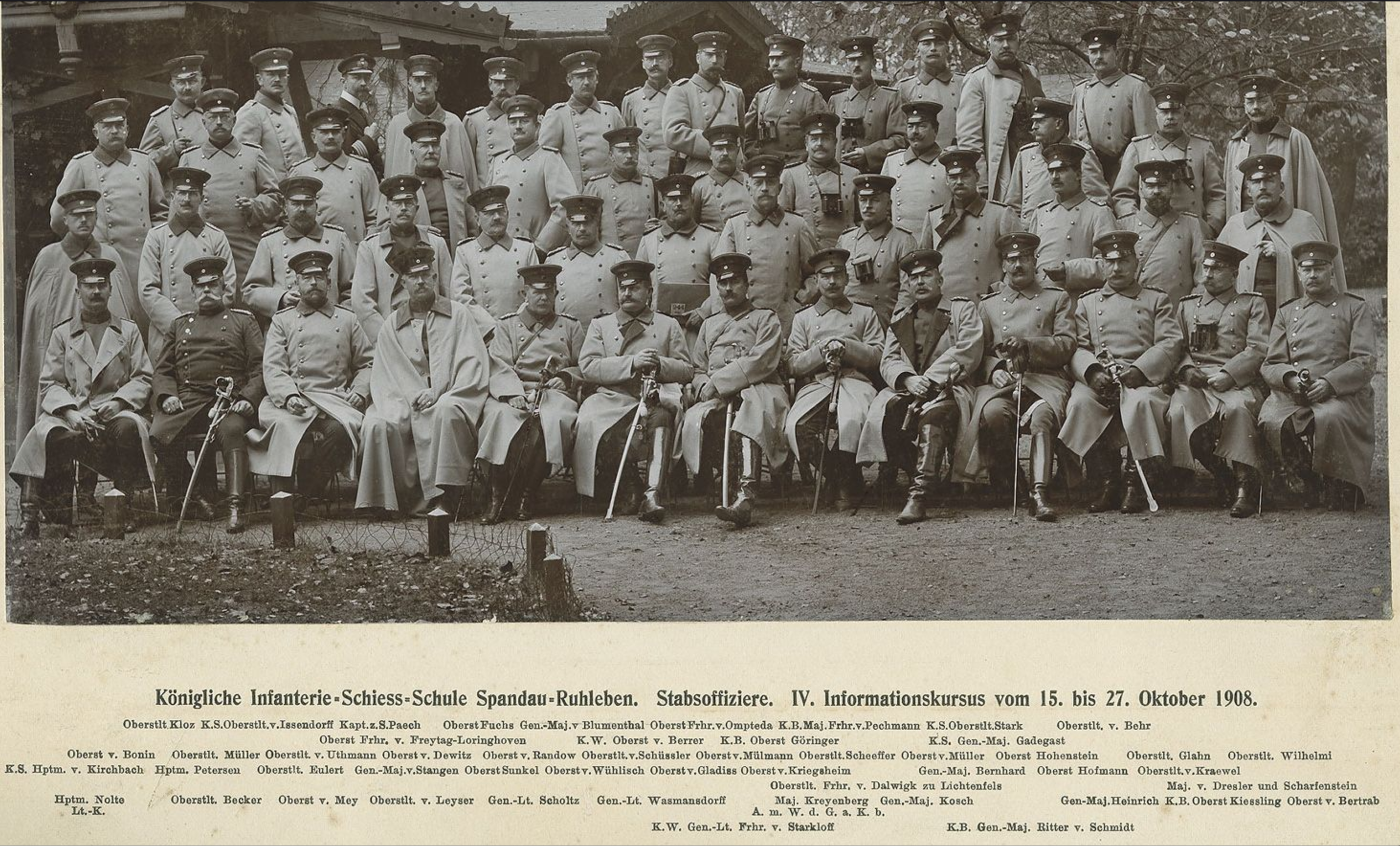
Gadegast beim IV. Informationskursus im Oktober 1908 an der Infanterie-Schieß-Schule, Spandau

Richard Erich Gadegast (* 1. August 1853 in Niedergrauschwitz bei Mügeln; † 1. September 1943) war ein sächsischer Generalleutnant.

## Leben
Richard Erich Gadegast trat 1867 als Kadett in die Sächsischen Armee ein. 1875 folgte seine Beförderung zum Secondeleutnant, 1882 zum Premierleutnant und 1887 zum Rittmeister. Am 17. September 1895 wurde er zum Major ohne Patent ernannt und war im folgenden Jahr vom 2. Ulanen-Regiment Nr. 18 (Leipzig) als Adjutant ins Generalkommando nach Dresden kommandiert. Ende April 1901 wurde er, nachdem er bereits als Oberstleutnant (Beförderung 1902) mit der Führung beauftragt worden war, Kommandeur des 2. Ulanen-Regiment Nr. 18. Am 20. September 1904 wurde er zum Oberst befördert und war auch 1905 noch Kommandeur des Regiments.
Am 13. Juli 1906 wurde er als Oberst zum Kommandeur der 2. Kavallerie-Brigade Nr. 24 in Leipzig ernannt. In dieser Stellung avancierte er am 23. September 1908 zum Generalmajor und wurde am 20. Oktober 1909 in Genehmigung seines Abschiedsgesuches mit der gesetzlichen Pension zur Disposition gestellt.
Während des Ersten Weltkriegs wurde er als Generalleutnant wiederverwendet und war Chef des Stabes des Stellvertretenden Generalkommandos des XIX. (II. Königlich Sächsisches) Armee-Korps. Am 8. September 1914 war er kurzfristig für den zum stellvertretenden Kriegsminister aufgestiegenen Generalleutnant Viktor von Wilsdorf als Chef des Stabes eingesetzt worden. Bis Oktober 1918 blieb er in dieser Position und wurde durch Oberstleutnant z. D. Freise ersetzt.
Nach seiner Pensionierung lebte er in Leipzig. Er starb einen Monat nach seinem 90. Geburtstag und wurde im Familiengrab Platzmann in der IX. Abteilung des Neuen Johannisfriedhofs beerdigt.
Bis zu seiner Pensionierung 1909 war er u. a. mit dem Komturkreuz 2. Klasse des Sächsischen Zivilverdienstordens, dem Komturkreuz 2. Klasse des Albrechts-Ordens, dem Komturkreuz 2. Klasse der Herzoglich Braunschweigischen Heinrich des Löwen Ordens, dem Komturkreuz des Kaiserlich und Königlich österreichisch-ungarischen Franz-Joseph-Ordens, dem Königlich preußischen Roten Adlerorden 4. Klasse, dem Königlich preußischen Kronen-Orden 3. Klasse, dem Komturkreuz 2. Klasse des Herzoglich sächsischen Hausorden, dem Ritterkreuz 1. Klasse des Großherzoglich Sachsen-Weimarischen Hausorden vom Weißen Falken und dem Königlich spanischen Militär-Verdienst-Orden 3. Klasse ausgezeichnet worden.